# Абдул-Гадиров, Джавид Тейрун оглы
Джавид Тейрун оглы Абдул-Гадиров (азерб. Cavid Teyrun oğlu Əbdul-Qədirov; род. 1984, Баку) — глава исполнительной власти Огузского района.

## Биография
Родился в 1984 году в Баку. В 2004 году окончил финансово-кредитный факультет Азербайджанского государственного экономического университета. В 2007 году получил степень магистра этого же факультета.
С 2008 по 2013 год являлся финансистом, финансовым директором координационного бюро по борьбе со СПИДом, туберкулезом и малярией Министерства здравоохранения Азербайджана.
С 2013 по 2018 год являлся заместителем генерального директора, генеральным директором ОАО «Республиканский лечебно-диагностический центр Азербайджана».
В 2018 году являлся советником министра труда и социальной защиты населения Азербайджана.
С 2018 по 2020 год — начальник Государственной службы медико-социальной экспертизы и реабилитации Азербайджана. 
С 2020 по 2021 год — председатель Правления Агентства медико-социальной экспертизы и реабилитации Азербайджана.
С 2021 года являлся заместителем главы Аппарата Министерства труда и социальной защиты населения Азербайджана.
Глава исполнительной власти Огузского района (с 16 июля 2024).
Владеет английским и русским языками.